# Stazione di Morgex
Stazione di Morgex vasútállomás Olaszországban, Valle d’Aosta régióban, Morgex településen.

## Vasútvonalak
Az állomást az alábbi vasútvonalak érintik:
- Aosta–Pré-Saint-Didier-vasútvonal

## Kapcsolódó állomások
A vasútállomáshoz az alábbi állomások vannak a legközelebb: 
- Stazione di Pré-Saint-Didier
- Stazione di La Salle